# 고장공
고장공(高長恭, 541년 ~ 573년)은 중국 남북조시대의 북제(北齊)의 황족이며 무장이다. 장공이란 이름은 그의 자(字)이며, 이름은 숙(肅), 또는 효관(孝瓘)이다. 고환(高歡)의 손자이자 고징(高澄)의 삼남 혹은 사남이다. 그의 작호인 난릉왕(蘭陵王), 또는 난릉무왕(蘭陵武王), 또는 나릉왕(羅陵王)으로 불리기도 한다. 본관은 발해군(渤海郡) 수현(蓨縣, 오늘날 하북성河北省 형수시衡水市 경현景縣)이다. 북주(北周)와 이민족과의 전투로 상당한 용맹을 천하에 알렸으며 곡률광(斛律光)과 함께 북제의 군사력을 지탱하는 무장이었다. 형 고효유(高孝瑜), 고효형(高孝珩), 동생 교효완(高孝琬), 고연종(高延宗), 고소신(高紹信), 누나나 여동생은 낙안장공주(樂安長公主) 등 몇몇이 있다. 문선제(文宣帝) 고양(高洋)을 시작으로 북제의 황제는 거의 숙부나 종형제이다.

## 생애

### 탄생과 왕호
541년 고징의 삼남 혹은 사남으로 태어났다. 고징은 비빈이 많았지만, 고장공의 형제 가운데 유일하게 고장공만이 모친의 이름이 불명이다. 549년 동위(東魏)의 중신인 아버지 고징이 암살되자, 고징의 동모제이자 고장공에게는 숙부가 되는 고양(高洋)이 복수를 하였고, 550년 동위 효정제(孝静帝)에게 선양을 강요하여 북제(北齊)를 건국하였다. 때문에 고장공은 고씨(高氏) 가문의 적자 계통이나 북제에 있어서는 방계 황족이 되었다.
557년 출사하여 산기시랑(散騎侍郞)에 임명되었다. 558년 낙성현개국공(落城縣開國公)에 봉해졌고 식읍(食邑) 800호(戶)를 하사받았으며, 560년 의동삼사(儀同三司)의 영예로 영좌우대장군(領左右大將軍)에 임명되어 1,000호가 더해졌다.
건명(乾明) 원년인 560년 3월 임신일(양력 560년 5월 1일, 형 고효형이 광녕왕(廣寧王)에, 고장공은 서주(徐州) 난릉왕(蘭陵王)에 봉해졌다.(난릉군(蘭陵郡)은 현재 산동성(山東省) 임기시(臨沂市)에 위치) 같은해 8월 이후, 1,500호가 더해져 중령군(中領軍)으로 전직되었다. 562년 사지절도독병주제군사(使持節・都督幷州諸軍事) 및 병주자사(幷州刺史)에 승진되었다. 당시 병주는 북으로는 돌궐(突厥), 서로는 북주(北周)에 접하는 전선에서 돌궐이 부도(副都)인 진양(晉陽)에 침입하자, 힘껏 싸워 이를 물리쳤다.(563년 12월에 북주와 돌궐의 연합군이 진양을 습격하였을 때의 동향은 불명) 563년 따로 거록군개국공(鉅鹿郡開國公)에 봉해졌고 식읍 1,000호가 더해졌으며, 영군장군(領軍將軍)으로 승진했다.

## 망산 전투: 북주와의 전투와 관련 전설
564년, 북주 재상 우문호(宇文護)가 자신의 모친 염씨(閻氏)가 북제에서 살고 있다는 것을 알자, 신병 반환과 양국 화친을 제안해 왔다. 무성제(武成帝)는 중신 단소(段韶)의 반대를 듣지 않고 염씨를 돌려보냈다. 과연 우문호는 약속을 깨고 그해 11월, 우문헌(宇文憲), 위지경(尉遲迥), 달해무(達奚武) 등에게 10만명을 붙여 낙양(洛陽)을 포위하게 했다. 고장공과 곡률광(斛律光)은 조칙을 받고 구원에 나섰으나, 낙양 북쪽 망산(芒山, 혹은 邙山) 즉 북망산(北邙山)에 진을 치고 있던 북주군으로 인해 산기슭에서 진군을 멈추게 되었다. 그러나 단소가 진양에서 정예병 1천기를 끌고 와서 구원하였기에 단소가 좌군(左軍), 고장공이 중군(中軍), 곡률광이 우군(右軍)이 되어 북주군과 대치하였다. 단소가 우문호의 불의를 비방하자 북주군이 산을 올라 공격해 왔기에 북제군은 퇴각하였다. 그러나 북제군은 적군의 피로를 기다렸다가 반격을 하였고  그로 인해 대승을 거뒀다.
이후 고장공은 500기를 이끌고 북주군에 다시 돌입, 낙양 서북쪽 금용성(金墉城)에 당도했다. 그러나 북주군의 포위가 극심했기 때문에 성의 수비병들에게는 고장공의 부대가 적군인지 아군인지 몰랐다. 고장공은 투구를 벗고 민낯을 드러내었다. 아군인 것을 알게 된 수비병들은 문을 열었고, 이로 인해 북주에게 승리했다. 북제의 병사들은 난릉왕입진곡(蘭陵王入陣曲)이라는 노래를 만들고 그의 용맹을 기렸다. 이 일화가 변화하여 당대(唐代)에는 '그 미모가 병사들의 사기를 낮출 것을 우려하여 항상 가면을 쓰고 싸웠다'라는 현재의 전설이 탄생했다. 당대 『교방기(敎坊記)』에는 '「대면(大面)」이라는 무곡은 북제 난릉왕 고장공에게서 나왔다. 고장공은 성품이 대담하고 용맹하지만 용모는 부인과 같지만 스스로 적을 위압할 수 없다는 것을 싫어하여 나무를 깎아 가면을 만들고 군진에 나가서 그것을 썼다(大面, 出北齊蘭陵王長恭. 性膽勇而貌若婦人, 自嫌不足以威敵, 乃刻木爲假面, 臨陣著之)'고 하였다. 또한 입진곡은 무측천(武則天)의 연회에서 손자 기왕(岐王) 이범(李範)이 『난릉왕(蘭陵王)』이라는 무곡을 추는 등 후세에도 이어졌다.
564년 12월, 개부의동삼사(開府儀同三司, 삼공三公과 같은 특권을 가졌다는 뜻)에 더하여 상서령(尙書令)이 되어 출임(出任)하였다. 천통(天統) 2년(566) 4월, 사주목(司州牧)이 되었다. 천통 3년(567) 사지절도독청주제군사청주자사(使持節·都督靑州諸軍事·靑州刺史)가 되었고, 천통 5년(569) 영주자사(瀛州刺史)로 전임했다. 천통 5년 12월 경오일(570년 1월 7일), 다시 상서령(尙書令)이 되었다. 무평(武平) 원년 7월 갑인일(570년 8월 19일), 녹상서사(錄尙書事)가 되었다. 무평 2년 2월 갑인일(571년 4월 4일) 태위(太尉)로 승진했다. 태위가 된 그달에 북주가 공격해 왔기 때문에, 고장공은 단소와 곡률광과 함께 반격할 것을 명 받았다. 일행은 3월말 서부 국경에 도착했지만, 그곳에 있던 백곡성(栢谷城)은 너무 험준하여 다른 장수들이 공격을 주저했다. 그러나 단소가 '백곡성을 함락하지 않으면 국가에 해가 남는다, 이제 성은 높다고 하지만 성내는 좁기에 불화살로 일망타진할 수 있다'고 설득, 북제군은 성을 함락하고 대승을 가둘수 있었다. 그리고 그곳에 화곡성(華谷城)을 쌓고 귀환했다.
또한 같은해 6월, 고장공은 단소와 함께 정양(定陽)을 공격했으나, 단소가 병에 걸리면서 고장공은 단소의 병사들을 함께 통솔하였고, 단소로부터 책략을 들은 후에 성 동남쪽을 허술하게 하여 성내 병사들을 유인, 그곳으로 정예 1천여 명을 매복시켰다. 계략대로 밤중에 성내 병사들이 나왔기에 이를 공격하였고 성을 함락시켜 성주 양범(楊範)을 포박하였다. 거기에 북주 우문헌이 분주(汾州)에 원병을 보냈기에 장군 담공회(譚公會)에게 석전성(石殿城)을 쌓게 하자 고장공은 단소와 함께 대군을 이끌고 이를 공격하였다. 그리고 북주 대장군 한환(韓歡)을 물리쳤지만, 우문헌이 스스로 독전하여 전황이 교착에 빠졌기에, 저녁에 함께 철수하였다. 이러한 전후 전공에 따라 거록(鉅鹿), 장락(長樂), 낙평(樂平), 고양(高陽) 등의 군공(郡公)에 따로 별봉(別封)을 받았다. 무평 3년 8월 경인일(572년 9월 13일), 대사마(大司馬)가 되었다. 무평 4년 4월 무오일(573년 6월 8일), 태보(太輔)가 되었다.

## 황제의 시기와 사망
고장공은 그 용감함과 무훈으로 명성이 높아지자, 당시 황제였던 후주 고위(後主 高緯)에게 미움을 샀다. 망산 승리 이후, 고위는 '적진 깊이 침입했지만 패배를 두려워하지 않았는가?'라는 질문을 받았고, '집안일이 절박하여 때문에 두렵지 않았다(家事親切, 不覺遂然)'고 답했다. 고위는 황제를 제쳐놓고 국가를 '집안일[家事]'이라고 말한 것이나 고장공의 위명과 무훈이 컸기에 그를 매우 싫어했다. 고장공 자신도 그러한 느낌을 알아채고 정양(定陽)에 갔을 때 일부러 전리품을 탐하여 평판을 떨어뜨렸다. 부하 장수 위상원(尉相願)에게 '그것은 역으로 재난을 불러옵니다'라고 지적을 받자, 눈물을 흘리며 안전책을 물었다. 위상원이 '병이 걸렸다고 칭하고 자택에 칩거하는 것 밖에 없습니다'라고 답하였고, 고장공은 납득하였지만 은퇴하지는 못하였다. 이후 실제로 종양이 생겼기에 집으로 돌아갔고 남쪽의 강회(江淮)에 진(陳)이 침공하였을 때에는 다시 기용될 것을 두려워하여 치료를 거부하였다. 그러나 그것도 일시적인 것으로 곡률광이 숙청된 다음달인 572년 8월에는 대사마(大司馬)에 올랐고, 573년 4월에는 태보(太保)가 되었다. 그해 5월에는 후주로부터 파견된 서지범(徐之範)으로부터 독약을 하사받고 자살했다. 이때 고장공이 왕비 정씨(鄭氏)에게 "나는 충의로써 일을 했는데 도대체 무슨 죄로 하늘은 짐독(鴆毒)을 내리시는가?"라고 한탄하자, 정씨는 "이제라도 폐하께 해명을 못하나요"라고 울면서 호소했지만, 고장공은 "이제 와서 어떤 호소가 용납될까?"라고 대답하였고, 채권을 불태우고 재산을 부하에게 나누어 주었고, 가만히 죽음을 맞이하였으니 향년 33세였다. 후에 가황월사지절병청영사정오주제군사태사태위공(假黄鉞·使持節·幷靑瀛肆定五州諸軍事·太師·太尉公) 및 병주자사(幷州刺史)에 추증되었다. 시호는 무왕(武王)이다. 무평 5년 5월 12일(574년 6월 16일) 업성(鄴城) 서북 15리에 매장되었다.

## 사후
고장공 사망 후 정씨는 목걸이 구슬을 고효형에게 팔아 장례를 치루려 했지만 동생 고연종(高延宗)이 눈물에 젖은 서신으로 충고했다고 한다. 또한 곡률광에 이어 고장공의 죽음으로 북제의 국력이 급격히 저하하였고, 북주나 지금까지 군사적으로 압도적인 유리를 유지하고 있던 남조(南朝) 양(梁)에 대한 우위를 잃었다. 또한 영토나 국력이 큰폭으로 축소된 진(陳)에도 국토를 빼앗긴 처지가 되었다. 국내에서는 '훈귀(勳貴)'라는 선비(鮮卑) 계통 무인들과 '한족(漢族)'이라는 한화된 선비인을 중심으로 문인관료가 내부 항쟁을 전개해 나갔으나, 북제 후기에 이르면 더욱이 선비계 '은행(恩倖)' 즉 황제 측근 세력이 항쟁에 참가하여, 이 삼자의 대립이 격화되었고, 북제의 구심력은 저하되었다. 한인관료와 은행에 의한 내분이 이어지면서 국내는 혼란스러워졌다. 이런 상황 속에 북주 무제(武帝)의 침공에 대응하지 못하고 계속 패배하였고, 577년 결국 북제는 멸망하였다. 무제는 북제의 황족 고씨 일족이나 북제 신하들에게 관대한 처분을 내렸지만, 후에 후주(後主)나 북제의 왕(王)들은 비명에 횡사하였다.『북제서』는 '아무리 곡률광이 죽음을 하사받고 멸망의 징조가 있었다 해도 난릉왕에게 전권을 맡겼다면 결과는 몰랐을 것이이나, 끝내 도륙당하여 와해되었으니 한탄스럽다'라고 평가했다.

## 가족관계
- 정실: 왕비 정씨(王妃 鄭氏)
- 후실: 수비 양씨(粹妃 梁氏)
- 딸: 목염군주(穆念郡主)

## 평가
서진의 명사였던 반악 등과 더불어 중국 역사상의 4대 미남으로 불릴 만큼 수려한 용모로도 유명하다. 낙양 방위전 당시에 혼전 중에 난입하여 성을 지키는 병사들에게 투구를 벗고 얼굴을 보여줌으로써 원군으로 자신이 왔음을 알렸는데, 성안의 병사들이 한눈에 고장공을 알아보고 사기가 올라 대승을 거두게 된 일은 유명한 일화이다.
용맹한 장군이지만, 음용겸미(音容兼美)를 갖추었다고 사서에 기록되었다. 과일을 하사 받았을 때 장졸에게 나눠 주었다. 군공을 얻어서 황제로부터 20명 미녀를 하사받을 때 부하 장병들에게 미녀들을 보내주었다. 그리고 겸허한 인물이기도 했다.

## 같이 보기
- 란료오(蘭陵王) - 난릉왕 전설에서 비롯된 일본의 가가쿠.